# Ромео и Джульетта (фильм, 1940)
«Ромео и Джульетта» (исп. Julieta y Romeo) — испанский исторический драматический фильм 1940 года режиссёра Хосе Марии Кастельви с Мартой Флорес и Энрике Гитартом в главных ролях. Фильм является адаптацией пьесы Уильяма Шекспира «Ромео и Джульетта».

## Сюжет
Два подростка влюбляются друг в друга, но их враждующие семьи и сама судьба приводят к тому, что их отношения заканчиваются трагедией.

## В ролях
- Хуан Барахас
- Артуро Камара
- Марта Флорес[англ.] — Джульетта[2]
- Марта Грау[исп.] — Долорита
- Энрике Гитарт[англ.] — Джеронимо[3]
- Франсиско Эрнандес
- Мария Тереза Идель
- Канделария Медина